# Agadir de Tasguent
L'Agadir de Tasguent est un grenier collectif fortifié construit entre 1200 et 1500 et situé en amont du village d'Amzrou. Il perd son usage de grenier à partir du XIXe siècle mais devient au cours du XXe siècle l'un des agadirs les plus visités du Maroc de par sa remarquable préservation.

## Histoire

### Construction et usage
L'Agadir de Tasguent s'est construit par étape au fil des siècles, le parvis muré étant probablement l'élément le plus récent. L'âge des murs les plus anciens est estimé entre 500 et 800 ans. 
Le rôle principal des agadirs est de mettre à l'abri les récoltes (et possiblement les habitants) en cas de menaces. L'agadir de Tasguent est divisé en greniers individuels répartis sur plusieurs étages et dont les contenus sont enregistrés sur des rouleaux de bois. Il perd sa fonction comme la plupart des agadirs de la région avec la pacification et l'amélioration de la situation alimentaire qui accompagne la période coloniale. Contrairement aux autres constructions en pisé du sud marocain (tighremts et kasbahs), devenues elles aussi inutiles, l'agadir de Tasguent a possiblement été utilisé au XIXe siècle et XXe siècle par les habitants pour divers usages.

### Tourisme
En 1950, au tout début du développement du tourisme au Maroc qui précède l'indépendance, l'agadir de Tasguent est le seul agadir et l'un des seuls points d'intérêt de l'Anti-Atlas à être répertorié.
En 2000, l'agadir de Tasguent et l'agadir Id Aïssa in Amtoudi, sont considérés comme les deux principaux exemples d'agadirs au Maroc.
La mise en tourisme des agadirs pose cependant des problèmes sociaux essentiels. Les agadirs ont longtemps été, au delà de leur fonction défensive, le lieu central de la vie des tribus locale. Cette fonction sociale et spirituelle peut être perdue dans le cas de la « mise en tourisme » des forteresses. L'inverse est également observé, la difficulté d'entretien de ces lieux majoritairement construits en pisé et sensibles au climat engendre leur dégradation rapide sans investissements importants souvent indissociables du tourisme,.

## Organisation
Le parvis de l'agadir de Tasguent servait vraisemblablement à accueillir le bétail en temps de crise. L'édifice est construit sur un socle rocheux et est défendu par un rempart défensif. Les greniers individuels (parfois appelés « citernes » ou « cellules ») sont alignés côte à côte et les uns au-dessus des autres sur trois à six étages. Les cellules des étages supérieurs sont accessibles par des marches en pierre ou par des troncs crantés. Chaque cellule de stockage est fermée par une porte en bois, souvent décorée et généralement assortie d'un orifice permettant la libre circulation des chats assurant une faible population de rongeur. Les greniers sont séparés entre eux par des cloisons en pierre.

## Galerie

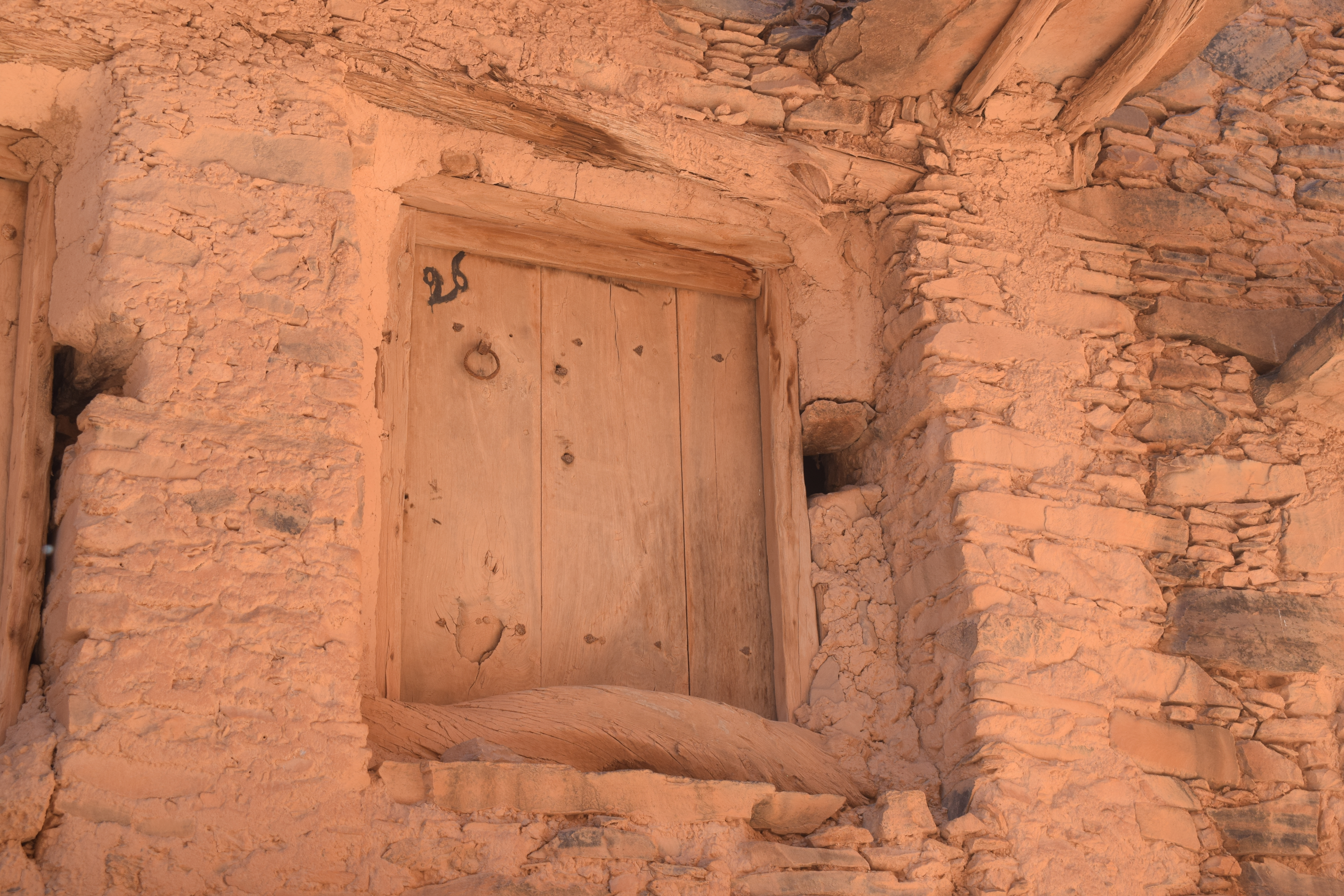
Grenier individuel de l'agadir, les trous attenants aux portes permettent la circulation des chats chassant les rongeurs.
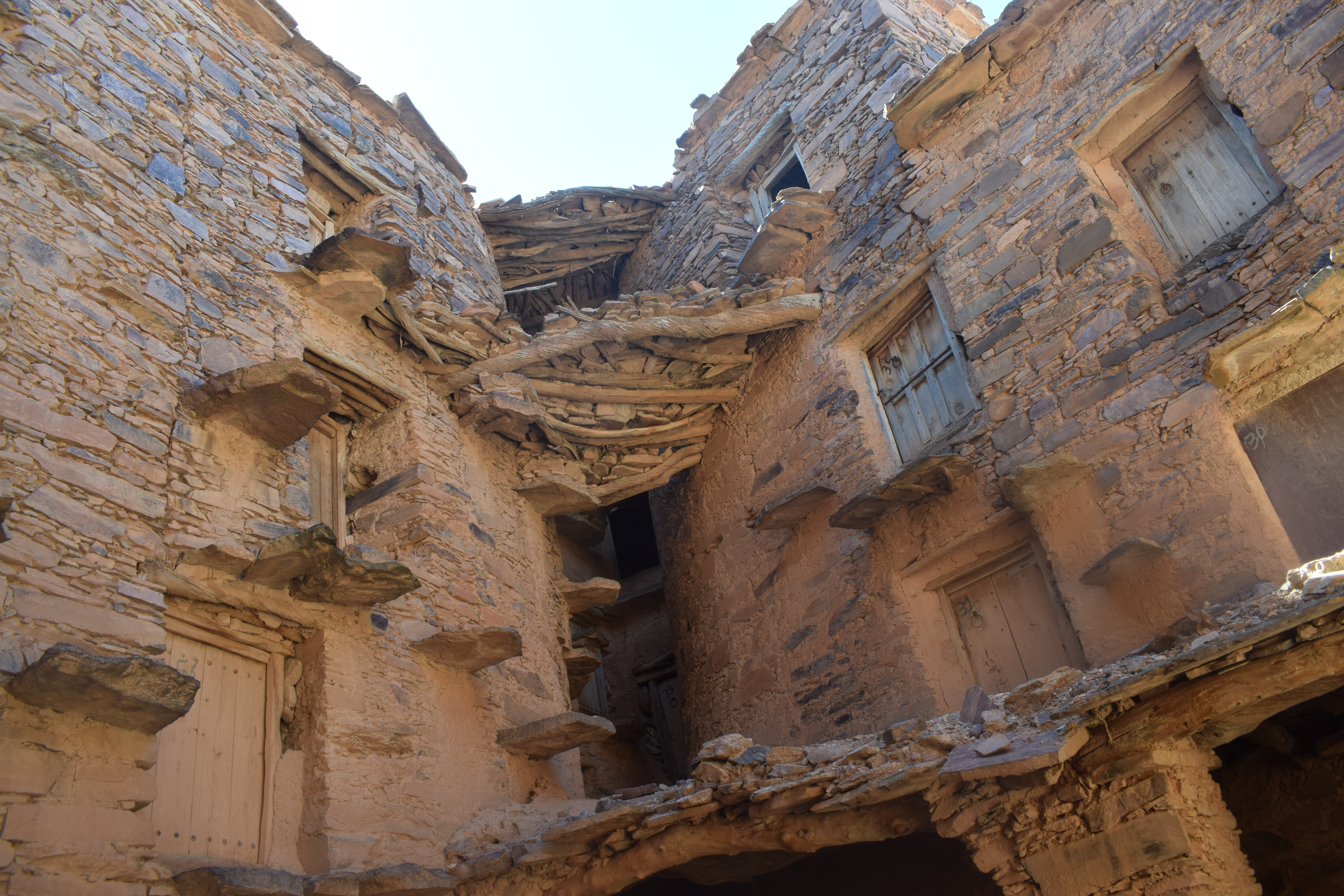
Vue intérieure
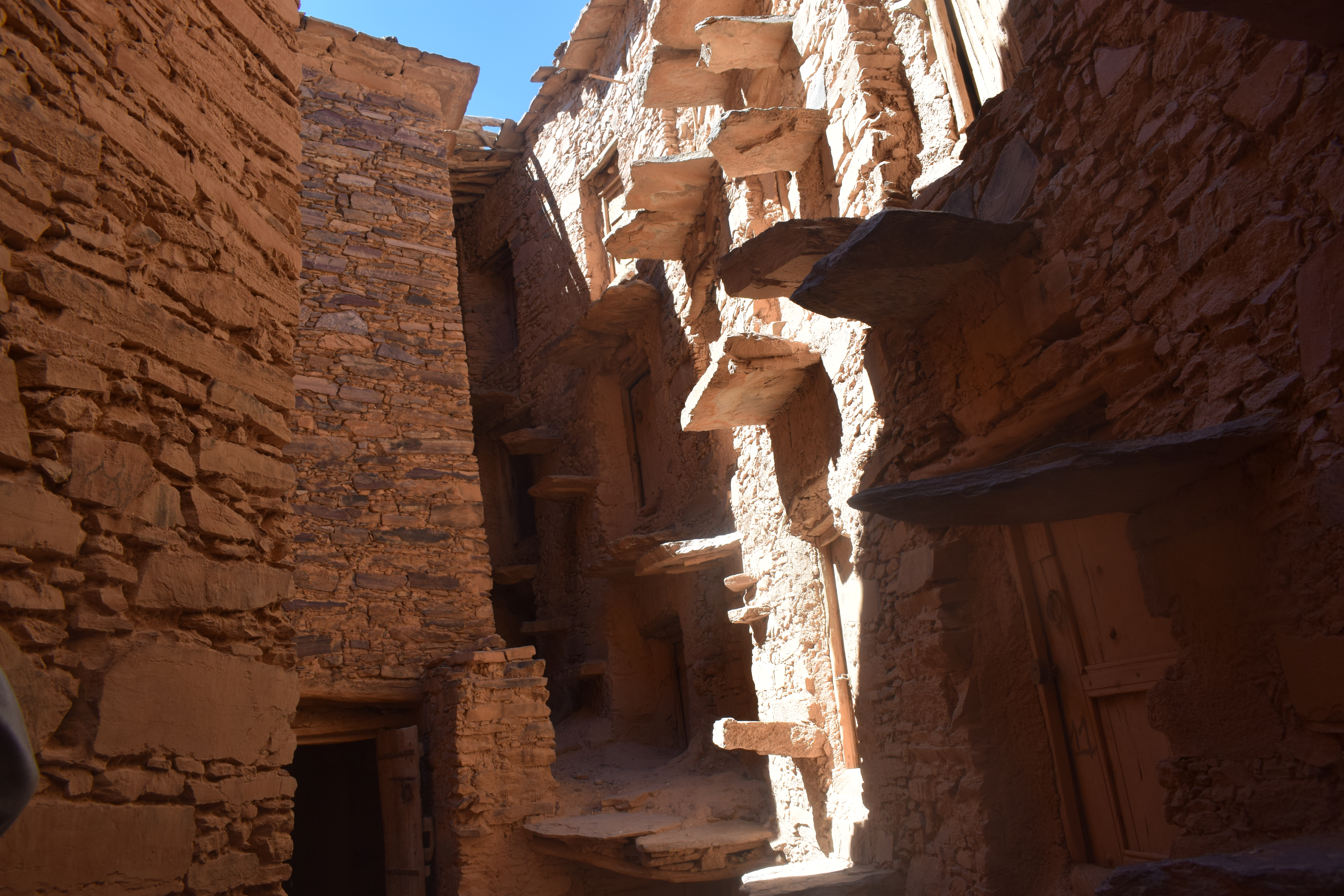
Vue intérieure
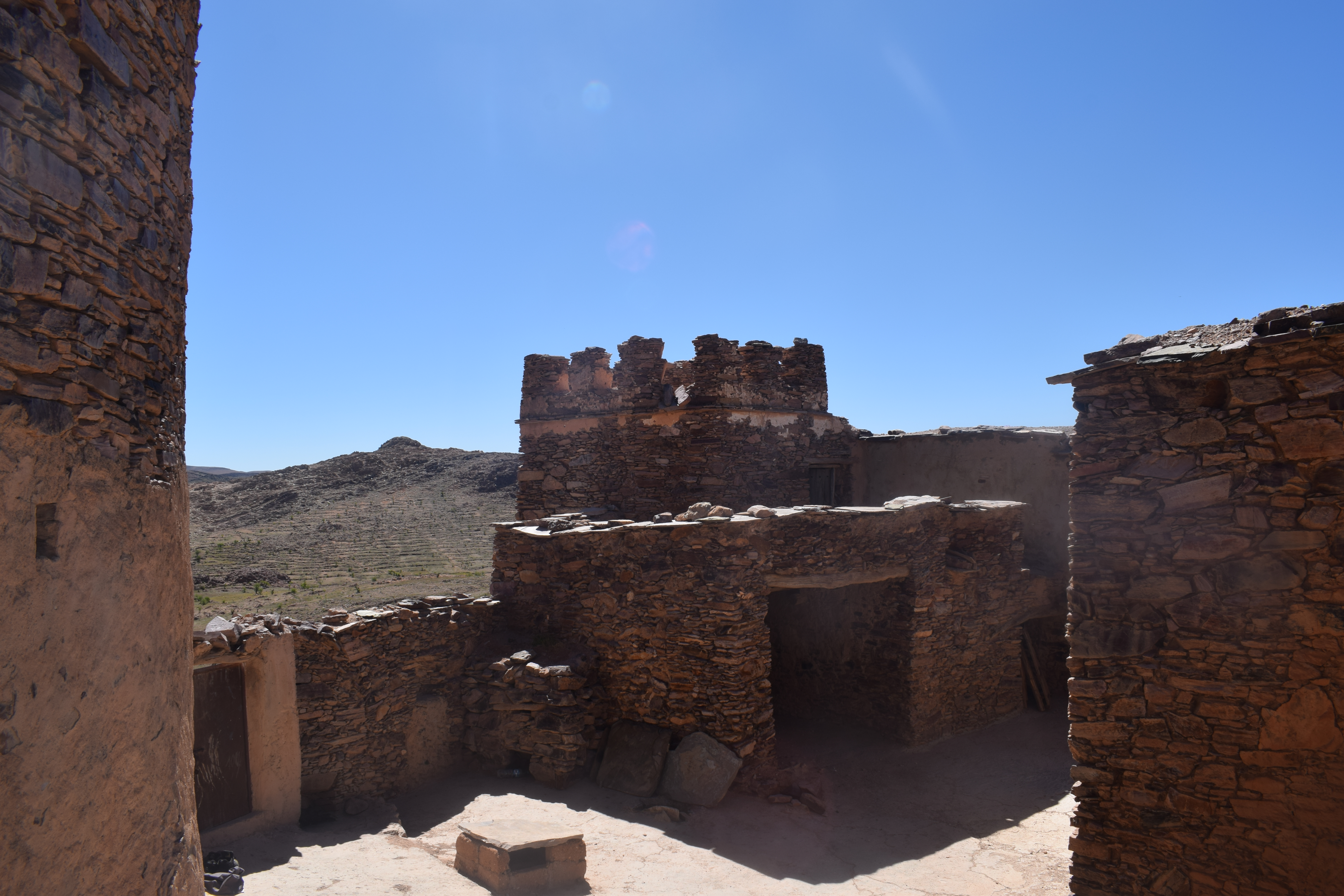
Toit de l'agadir
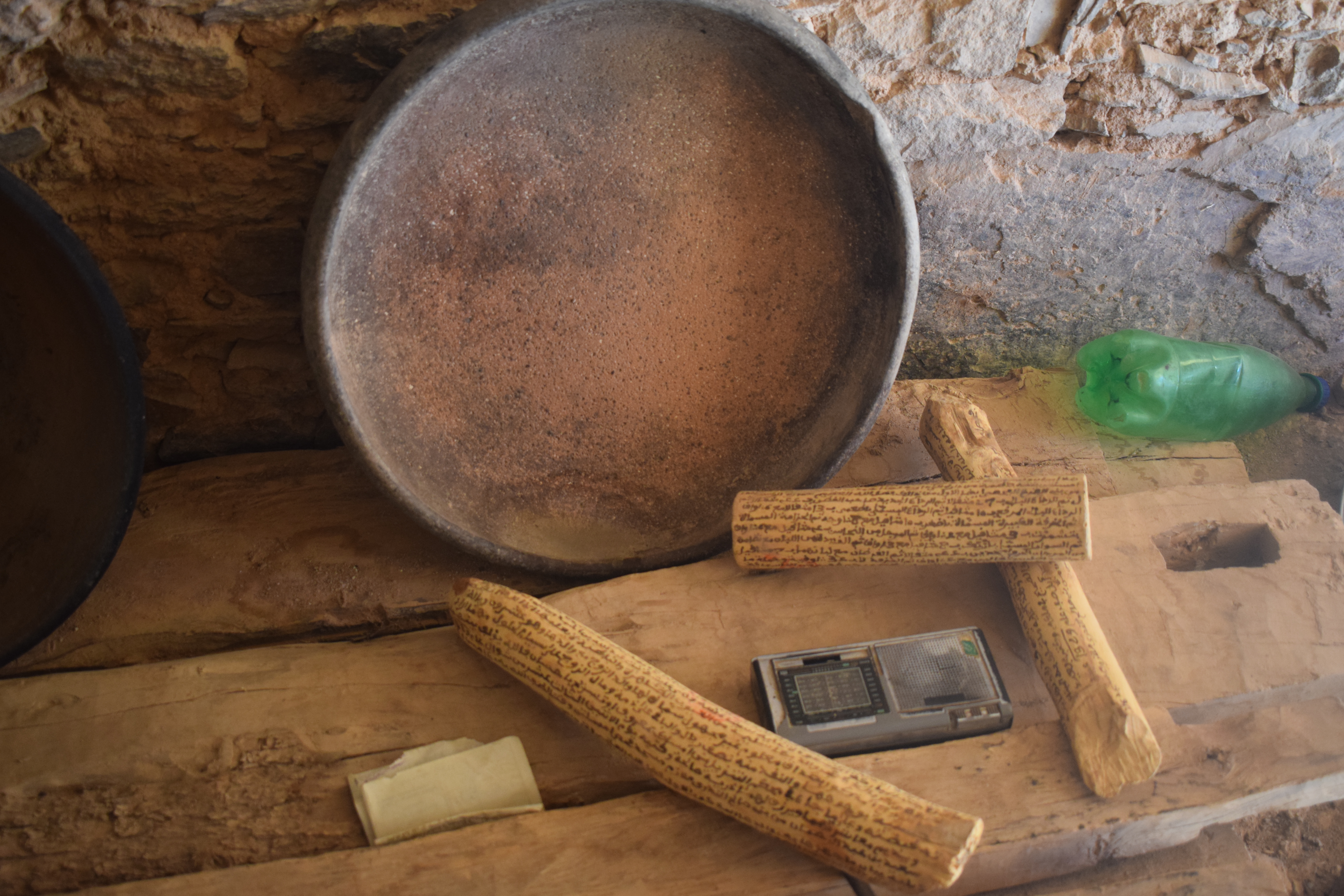
Rouleaux servant à enregistrer le contenu des greniers